# Carnot (premetrostation)
Carnot is een spookstation van de Antwerpse premetro. Het ligt aan de Reuzenpijp onder de Carnotstraat in Borgerhout, ter hoogte van de kruising met de Kerkstraat en de Provinciestraat. Het station was bedoeld voor de tramlijnen die op de Turnhoutsebaan reden: de lijnen 3 naar Merksem, 10 naar Deurne-Noord (nu Wijnegem) en 24 naar Deurne-Zuid en Silsburg. 

## Geschiedenis
De werken aan het station begonnen in 1978, maar werden in 1982 alweer stilgelegd.
Op 3 april 2008 zei minister van openbare werken Hilde Crevits dat lijnen 10 en 24 als sneltram langs respectievelijk Wijnegem tot Malle en langs Borsbeek tot Ranst zouden verlengd worden. In het kader daarvan zou station Carnot enkel gebruikt worden als nooduitgang.

## Huidige situatie
Hoewel op zaterdag 18 april 2015 de Reuzenpijp in gebruik genomen werd, geldt dit niet voor station Carnot. Tramlijnen 8 en (sinds 2017) 10 stoppen hier niet: het station blijft in ruwbouw-status, maar de nog onafgewerkte perrons worden wel volwaardig verlicht om duidelijk te maken dat het een nooduitgang betreft. 
Station Carnot heeft twee bovengrondse ingangen: een noordelijke ingang en een zuidelijke op de hoek van de Provinciestraat met de Carnotstraat. De zestig meter lange perrons liggen in twee boven elkaar gelegen kokers, waarvan de staduitwaartse koker het diepste gelegen is. Even ten oosten van station Carnot splitst de metrotunnel in de hoofdtak onder de Turnhoutsebaan via station Drink naar station Zegel en een nog niet in dienst genomen verbindingstak onder de Kerkstraat en Pothoekstraat via station Willibrordus en station Stuivenberg naar station Schijnpoort.

## Toekomst
Buurtbewoners en actiegroepen vragen regelmatig om de opening van stations Carnot, Drink en Collegelaan, maar het behoud van de bovengrondse tramsporen van lijn 24 lijkt erop te wijzen dat de trams die gebruik maken van de Reuzenpijp blijvend zullen worden ingezet als sneltrams. In 2026 zouden station Drink en station Morckhoven geopend worden.